# Nghể quên
Nghể quên (danh pháp khoa học: Polygonum praetermissum) là một loài thực vật có hoa trong họ Rau răm. Loài này được Hook. f. miêu tả khoa học đầu tiên năm 1886.